# Trifonova Maria
Trifonova Maria (nascuda el 23 d'agost de 1987 a Txerkasy, Ucraïna) és una política i metgessa ucraïnesa. Antic membre del Parlament d'Ucraïna. El fundador i metge en cap de les clíniques TRYFONOVA MD a Ucraïna, els països bàltics i l'Azerbaidjan.

## Biografia
Maria Trifonova va néixer el 23 d'agost de 1987 a Cherkasy, Ucraïna. El 2005, es va graduar a la Cherkasy Medical College i va rebre un diploma d'infermeria. Posteriorment, el 2011, es va graduar a l'Institut Mèdic de Kíev que porta el nom d'O.O. Bogomolets, on va obtenir el títol de doctora.
El 2011, Trifonova va completar una pràctica a Suïssa a la clínica La prairie. Després d'això, va treballar al dispensari regional de pell i venereologia de Kíev.
El 2017, va fundar la clínica TRYFONOVA MD a la ciutat de Kíev. El mateix any es va celebrar el primer Congrés “De la Bellesa a la Salut”. Un any més tard, es va obrir una segona clínica a Kíev. El 2020, Trifonova va obrir una tercera clínica.
L'any 2019, Trifonova va rebre l'"Ordre de la Reina Anna "Honor de la Pàtria" amb una estrella de plata" ucraïnesa-francesa per un servei conscienciat a Ucraïna. El mateix any, la seva clínica es va convertir en un guardonat de la classificació de les millors empreses d'Ucraïna en el camp de la medicina.
Del 2020 al 2021, va participar en el projecte de televisió "Political Beauty" a Pryamo i en el projecte "Without Traces of War" el 2022-2023, que té com a objectiu ajudar els ferits durant les hostilitats actives.
El 2023, Maria va introduir la tecnologia BTL EMFACE a l'Azerbaidjan per primera vegada i també va portar les tecnologies de rejoveniment Biopell. El maig d'aquest any, Maria Trifonova va participar al Congrés Viva la Vida celebrat a Bakú, on va presentar l'àmbit de la teràpia substitutiva d'hormones bioidèntiques.